# Cristina Fructuoso
Cristina Fructuoso Ruiz de Erenchun (Vitoria, 1930-Vitoria, 5 de febrero de 2025) fue una locutora y escritora española.

## Biografía
En sus primeros años de juventud su carrera profesional parecía dirigirse a la enfermería e hizo un curso en la Cruz Roja del antiguo Hospital Militar de la ciudad de Vitoria pero pronto entró a formar parte de la plantilla de la recién creada Radio Álava, emisora de la Red de Emisoras del Movimiento; era el año 1958 y ejerció de locutora en esta cadena hasta su jubilación en 1992. Esta emisora se convirtió en la Voz de Álava y en 1989, tras su fusión con Radio Nacional, en Radio 5. Cristina Fructuoso se hizo cargo de la agenda local de la ciudad, efemérides... y el programa Ecos alaveses, entre otros. Fue colaboradora con Félix Núñez del programa Campanas Alavesas en sus orígenes, junto a José Luis Lafuente y años más tarde con Vicente Luis García.
Su trabajo periodístico lo compaginó durante muchos años con la escritura, sobre todo con las biografías de dos ilustres vitorianas, la pedagoga María de Maeztu y la de la benefactora Felicia Olave. El libro María de Maeztu Whitney: Una vitoriana ilustre fue publicado en 1998 y se convirtió en la primera biografía que nos acercó a la maestra impulsora de un sistema educativo para las mujeres; la biografía sobre la mecenas Felicia Olave Salaverri la publicó diez años más tarde, en 2008.
Fue miembro de la Real Sociedad Bascongada de los Amigos del País.
En 1997 y durante 4 años fue la primera abadesa de la Cofradía de la Santísima Virgen Blanca en sus más de 400 años de historia en esta institución.Su voz conducía a los participantes en las procesiones de los Faroles y del Rosario de la Aurora con el rezo del Rosario, cada 4 y 5 de agosto, en fiestas de La Blanca. 

## Premios
- 2020, premio individual de la Sociedad Landázuri.[9]

## Obras
- 1998, María de Maeztu Whitney: Una vitoriana ilustre, 1998.[10]
- 2008, Felicia Olave Salaverri.[11]
- 1990 La comunicación, del Conde de Peñaflorida a la radio.